# Chris Jedi
Carlos Ortíz Rivera (San Juan, 19 de septiembre de 1989), conocido artísticamente como Chris Jedi o Chris Jeday, es un cantante, productor discográfico, compositor y DJ puertorriqueño.
Es reconocido por trabajar en los principales temas de artistas como Daddy Yankee, Don Omar, Wisin & Yandel, Ozuna, De la Ghetto, Anuel AA, Cardi B entre otros.

## Biografía
Chris Jedi nació el 19 de septiembre de 1989, en la ciudad de San Juan, Puerto Rico. A los 15 años, intentó ser cantante antes de ser productor. Sus primeros pasos como productor y arreglista fue debido a Luny Tunes, a quienes respeta y admira.

## Trayectoria
Trabajó como productor, compositor y arreglista junto al productor y compositor O'Neill, primero en el álbum Los verdaderos del dúo Zion & Lennox, en la canción «Si fuera por mi». Para 2012, trabajó en la composición y producción de 9 canciones del álbum Líderes de Wisin & Yandel. Algunas de las canciones producidas fueron «Rumba», «Prende», «Noche de Carnaval» y «Algo me gusta de ti».
Chris Jedi lanzó su primer sencillo en 2016, una canción electrónica y de reguetón titulada «Dale Hasta Abajo», en el que colabora el cantante y compositor Joey Montana. Al año siguiente, logró el reconocimiento con la canción «Ahora dice», tema que contó con las voces de J Balvin, Ozuna y Arcángel, y alcanzó el número siete en la lista Hot Latin Songs. El video musical de la canción ha recibido más de mil millones de visitas en YouTube. Una remezcla incluyó la participación de Cardi B.
Ha trabajado como productor en temas como «La rompe corazones» de Daddy Yankee con Ozuna; «Caile» de Zion, De La Ghetto, Bryant Myers y Bad Bunny; «Vaivén» de Daddy Yankee, «La Fórmula» de De La Ghetto, Daddy Yankee, Ozuna; «Vaina loca» de Ozuna y Manuel Turizo, entre otros.
Además, fue productor de todos los temas del álbum Real hasta la muerte de Anuel AA junto a Gaby Music y Frabian Eli. Recientemente, junto a Gaby Music ha apoyado la carrera de Lunay, quien después de 14 meses desde su debut publicó su primer álbum de estudio, titulado Épico.

## Discografía
- 2023: Los Marcianos Vol.1: Dei V Versión (con Gaby Music y Dei V)[11]

## Premios
- Latin Billboard Award as Producer of the Year
- Premio Juventud for Producer You Know By 'Shout-out'
- Tu Música Urbano
- ASCAP -  Soltera RMX